# Маврокордато, Александр (драгоман)
Александр Маврокордато (Маврокордат) (греч. Ἀλέξανδρος Μαυροκορδάτος ὁ ἐξ ἀπορρήτων, рум.  Alexandru Mavrocordat Exaporitul 1641 — 23 декабря 1709) — политический и дипломатический деятель Оcманской империи. Великий драгоман Дивана, действующий глава внешней политики империи (с 1673). Учёный, доктор философии и медицины.

## Биография
Представитель знатного греческого рода фанариотов Маврокордато. Его отец Николай Маврокордато переехал в Константинополь с о. Хиос.
Изучал философию, теологию и медицину в университетах Рима, Падуи и Болоньи, где получил докторскую степень (лат. Philosophiae et medicinae doctor) в начале 1660-х годов. В своей диссертации 1664 года «Пневматический инструмент кровообращения» подтвердил результаты сформулированной в 1628 году Уильямом Гарвеем теории кровообращения. Тем не менее, в споре между сторонниками Галена и Гарвея Маврокордато занял нейтральную позицию, что подтверждает обилие ссылок на древних авторов в трактате. После возвращения в Константинополь преподавал в школе Константинопольской православной церкви, был личным врачом нескольких знатных турецких семей. В 1689 году под именем Alexander Magnus был принят в Академию наук Леопольдина.
В 1673 году султан Мехмед IV назначил владеющего обширными языковыми навыками А. Маврокордато Великим драгоманом. В том же году он был назначен Великим логофетом, посредником между Патриархатом и правительством Оттоманской империи. Благодаря этому Маврокордато получил большое влияние на внешнюю политику Османской империи. На посту Великого драгомана Дивана сменил фанариота Панайотиса Никуссиоса. Ему, фанариотскому аристократу, связанному узами браков с княжескими семьями Молдавии и Валахии, султан доверил право управлять Дунайскими княжествами.
Во время Великой Турецкой войны он вёл переговоры с представителями Габсбургской монархии. Участвовал в подготовке проекта Карловицкого мира (1699). Пожалован в графы Священной Римской империи.
Пользовался большим авторитетом в период правления Мустафы II и его визирей Хусейна-паши Кёпрюлю и Рами Мехмеда-Паши. Многие действия Маврокордато были направлены на улучшение положения христиан в Османской империи. В 1703 году после прихода к власти султана Ахмеда III утратил влияние при дворе.
Автор нескольких исторических («История священная, или иудейская», греч. Ἱστορία ἱερά, ἥτοι Τὰ Ἰουδαϊκά), грамматических («Грамматика синтаксическая»), этических («Рассуждения», опубликованы посмертно) и других трактатов.